# Elbingerode, Niedersachsen
Elbingerode är en kommun och ort i Landkreis Göttingen i förbundslandet Niedersachsen i Tyskland.
Kommunen ingår i kommunalförbundet Samtgemeinde Hattorf am Harz tillsammans med ytterligare tre kommuner.